# 查普曼深海鰩
暗色深海鰩（学名：Bathyraja chapmani），為軟骨魚綱鰩目單鰭鰩科深海鰩屬的一種，分布於東南太平洋祕魯海域，深度可達1714公尺，本魚體背部有均勻的黑色至巧克力色或深棕色顏色，特別是背面和腹面的顏色相同，背面和腹面都有不規則的斑點圖案，體長可達113公分，棲息在深海沙泥底質海域，為底棲性魚類，卵生，雌魚會產下帶有角的卵囊，屬肉食性，生活習性不明。